# Еврейское государство (книга)

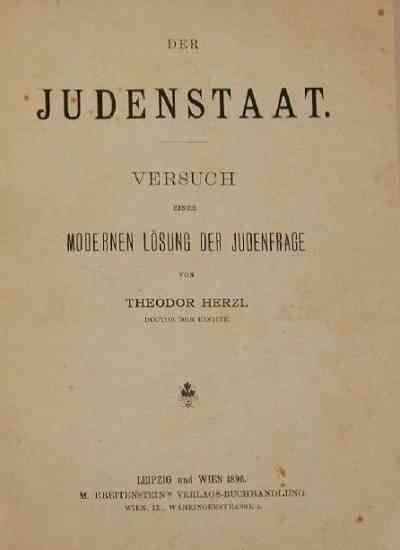
Оригинальная обложка произведения

Евре́йское госуда́рство (нем. Der Judenstaat, ивр. מדינת היהודים‎ — букв. «Государство евреев») — наиболее известный труд (памфлет) основоположника идеологии сионизма, Теодора Герцля. Произведение насчитывает всего 63 страницы.

## Описание
Книга была опубликована 14 февраля 1896 года в Берлине и Вене (M. Breitenstein’s Verlags-Buchhandlung) и стала, фактически, одной из важнейших книг раннего сионизма, его идейным фундаментом. В книге автор обрисовал программу создания еврейского государства, показал, что его создание реально и жизненно необходимо.
Мысль, которую я хочу изложить в этом сочинении, уже очень стара. Я говорю о восстановлении еврейского государства.
Разрешите мне ещё раз повторить, те евреи, которые хотят иметь своё государство, будут его иметь
Герцль полагал, что создание еврейского государства — это единственное приемлемое решение еврейского вопроса. Он писал, что везде, где живут евреи, они подвергаются дискриминации как в бизнесе, так и в продвижении по службе. А законы, провозглашающие равные права евреев, не имеют реальной силы.
Нации, среди которых проживают евреи, все являются скрыто или открыто антисемитскими

Титульный лист русского издания «Еврейского государства».

Автор дал ясно понять, что «еврейский вопрос», вопрос создания еврейского государства — это вопрос исключительно национальный.
Я не считаю еврейский вопрос ни социальным, ни религиозным, даже если он временами принимает ту или иную окраску. Это вопрос сугубо национальный… Мы — народ, единый народ

## План по созданию государства
Герцль писал, что евреям должна быть предоставлена достаточно большая (для их нужд) территория где-либо на земном шаре, для того, чтобы они могли создать там собственное государство. Конкретно, Герцль не определял, где и о какой территории может идти речь, хотя упоминает в качестве возможностей Аргентину и Палестину. По его мнению страны, «поражённые антисемитизмом» будут иметь прямой интерес способствовать евреям в получении суверенитета над территорией для создания еврейского государства.
Герцль предлагал создать две организации — Еврейское Общество и Еврейскую Компанию. Первая занималась бы научной и политической стороной создания нового государства, а вторая — практической стороной, проводя в жизнь решения Еврейского Общества. Переезд евреев занял бы несколько десятков лет. Сперва в новую страну направились бы в основном еврейские бедняки, находящиеся в отчаянном положении, которые занялись бы освоением новой страны — обработкой земель, строительством дорог, мостов, зданий, плотин, железных дорог и другой инфраструктуры. Постепенно была бы создана экономика, которая стала бы привлекать всё новых и новых переселенцев, в первую очередь «средних интеллектуалов», которые, по мнению Герцля, тогда «производились в избытке» и не могли реализовать себя из-за дискриминации.
Герцль призвал всех евреев, поддерживающих его план, вступать в Еврейское Общество, которое от имени еврейского народа начнёт переговоры с мировыми державами об образовании еврейского государства на «нейтральной территории».

## Отношение к книге среди евреев
Некоторые религиозные группы евреев не могли согласиться с подобным взглядом, который противоречит 3 клятвам из талмуда, запрещающим возвращение на территорию Палестины самим евреям, без вмешательства высших сил. Тем не менее, многие евреи поддерживали Герцля в его начинаниях. Это было видно уже через год после выхода книги, в 1897 году, когда состоялся первый Всемирный сионистский конгресс.

## Сноски и примечания
1. ↑  Т.Герцль, «Еврейское государство». Предисловие. Дата обращения: 25 ноября 2007. Архивировано из оригинала 30 октября 2007 года.
2. ↑  Т.Герцль, «Еврейское государство». Заключение
3. ↑  http://il4u.org.il/Keren/Library/History/HistoryStateOfIsrael/Herzl6.htm?WBCMODE=PresentationUnpublished «Еврейское государство»
4. ↑  История философии. Энциклопедия. Герцль. Дата обращения: 25 ноября 2007. Архивировано 5 августа 2020 года.
5. ↑  Герцель указывает, что в обеих странах были сделаны важные эксперименты по колонизации, но с использованием ошибочных принципов постепенной инфильтрации евреев. Однако инфильтрация обречена на провал, поскольку она может продолжаться только до тех пор, пока местное население не почувствует, что находится под угрозой, и не заставит правительство прекратить еврейскую иммиграцию. Таким образом, иммиграция без суверенитета бесполезна.
6. ↑  Barry Rubin(editor), Walter Laqueur(editor). The Israel-Arab Reader: A Documentary History of the Middle East Conflict, 7th Edition. — Penguin, 2008. — 784 с. — ISBN 978-0-14-311379-9. стр.4-7